# シンボリインディ
シンボリインディ（欧字名:Symboli Indy、1996年1月20日 - 2001年4月1日）は、アメリカ合衆国で生産され、日本で調教された競走馬。
1999年のNHKマイルカップ（GI）優勝馬。その他の勝ち鞍に、2000年の京成杯オータムハンデキャップ（GIII）。

## 戦績

### 3歳時
日本中央競馬会 (JRA) ・美浦トレーニングセンターの藤沢和雄厩舎に入厩。
1998年11月7日、東京芝1600mの新馬戦でデビューしたが、ここはクビ差でスリリングサンデーの2着に敗れる。2週後の11月21日の新馬戦で初勝利を挙げ、続く中山競馬場のひいらぎ賞でも1番人気で1着となった。

### 4歳時
明けて1999年、京都競馬場のマーガレットステークスでは2番人気であったが、ビッグバイキングにクビ差競り勝ち1着。
5月16日、横山典弘を背にNHKマイルカップに出走。重賞初挑戦ということもあってか6番人気であった。道中は後方を追走。直線に入ってインから伸び、ザカリヤの猛追を振り切って1着。ここまでマイル戦ばかりを使われて4連勝。そして馬主であるシンボリ牧場は、シンボリルドルフの有馬記念（1985年）以来14年ぶりのGI制覇であった。
その後シンボリ牧場に放牧に出された。休養の間、秋にアメリカのブリーダーズカップ・マイルへ挑戦することも検討されたが、馬房内で暴れてケガをしたため計画を白紙に戻し、12月の有馬記念に向けて調整することとなった。
12月26日、有馬記念に出走。しかし道中は折り合いがつかず出走14頭中14着と惨敗に終わる。

### 5歳以降
2000年1月30日、東京新聞杯に出走。得意のマイル戦ということで1番人気に支持されたが、直線で伸びず9着。次に初のダート戦となったフェブラリーステークスに出走するも9着に終わる。
短期放牧の後、京王杯スプリングカップ、安田記念、札幌記念に出走するが、不振が続いた。
9月10日の京成杯オータムハンデキャップに出走。鞍上は1998年のひいらぎ賞以来となる岡部幸雄。道中は5、6番手に付け、直線で先に抜け出したトロットスターをかわして1着。1年4ヶ月ぶりの勝利を挙げるとともに、岡部に重賞150勝目をプレゼントした。
スプリンターズステークスに出走しダイタクヤマトの14着となった後、スワンステークスに出走。好位から直線で伸びたが、ダイタクヤマトに3/4馬身差の2着。続くマイルチャンピオンシップでは得意のマイルということで3番人気に支持されたが、11着に終わった。
2001年4月1日、ダービー卿チャレンジトロフィーの発走直前にゲートに入ったところ突然暴れだし、ゲートをくぐって出てしまった。その際に右下腿骨開放骨折を発症。完全に折れ、脚を地面に着くことができないほどの重傷で、予後不良と診断され、安楽死の処置が取られた。

## 競走成績
以下の内容は、netkeiba.comおよびJBISサーチに基づく。
| 年月日     | 競馬場 | 競走名          | 格   | 頭数 | 枠番 | 馬番 | オッズ （人気） | オッズ （人気） | 着順 | 騎手       | 斤量 （kg） | 距離（馬場）  | タイム （上り3F） | タイム 差 | 勝ち馬/（2着馬）         |
| ---------- | ------ | --------------- | ---- | ---- | ---- | ---- | --------------- | --------------- | ---- | ---------- | ----------- | ------------- | ----------------- | --------- | ------------------------ |
| 1998.11.07 | 東京   | 3歳新馬         |      | 12   | 1    | 1    | 02.3            | （1人）         | 02着 | 岡部幸雄   | 54          | 芝1600m（良） | 1.36.9 (36.2)     | -0.1      | スリリングサンデー       |
| 0000.11.21 | 東京   | 3歳新馬         |      | 7    | 3    | 3    | 01.3            | （1人）         | 01着 | 岡部幸雄   | 54          | 芝1600m（良） | 1.36.1 (35.7)     | -0.2      | （エイシンウインダム）   |
| 0000.12.20 | 中山   | ひいらぎ賞      | 500  | 16   | 3    | 5    | 01.7            | （1人）         | 01着 | 岡部幸雄   | 54          | 芝1600m（良） | 1.36.7 (36.9)     | -0.0      | （サヤカ）               |
| 1999.04.25 | 京都   | マーガレットS   | OP   | 9    | 7    | 7    | 02.8            | （2人）         | 01着 | 横山典弘   | 55          | 芝1600m（良） | 1.36.6 (34.6)     | -0.0      | （ビッグバイキング）     |
| 0000.05.16 | 東京   | NHKマイルC      | GI   | 18   | 3    | 5    | 08.2            | （6人）         | 01着 | 横山典弘   | 57          | 芝1600m（良） | 1.33.8 (35.1)     | -0.1      | （ザカリヤ）             |
| 0000.12.26 | 中山   | 有馬記念        | GI   | 14   | 4    | 6    | 26.1            | （7人）         | 14着 | 横山典弘   | 55          | 芝2500m（良） | 2.39.2 (36.9)     | -2.0      | グラスワンダー           |
| 2000.01.30 | 東京   | 東京新聞杯      | GIII | 16   | 8    | 16   | 01.8            | （1人）         | 09着 | 横山典弘   | 57          | 芝1600m（良） | 1.34.5 (35.6)     | -0.9      | ダイワカーリアン         |
| 0000.02.20 | 東京   | フェブラリーS   | GI   | 16   | 5    | 9    | 08.3            | （5人）         | 09着 | 横山典弘   | 56          | ダ1600m（良） | 1.36.5 (37.4)     | -0.9      | ウイングアロー           |
| 0000.05.14 | 東京   | 京王杯SC        | GII  | 18   | 7    | 15   | 28.7            | （8人）         | 05着 | 蛯名正義   | 58          | 芝1400m（良） | 1.21.4 (34.9)     | -0.4      | スティンガー             |
| 0000.06.04 | 東京   | 安田記念        | GI   | 18   | 3    | 5    | 08.0            | （4人）         | 10着 | 蛯名正義   | 58          | 芝1600m（良） | 1.34.6 (35.4)     | -0.7      | フェアリーキングプローン |
| 0000.08.20 | 札幌   | 札幌記念        | GII  | 14   | 1    | 1    | 22.7            | （7人）         | 05着 | 青木芳之   | 56          | 芝2000m（良） | 2.00.4 (35.8)     | -0.5      | ダイワカーリアン         |
| 0000.09.10 | 中山   | 京成杯AH        | GIII | 10   | 7    | 8    | 02.6            | （1人）         | 01着 | 岡部幸雄   | 57          | 芝1600m（良） | 1.34.5 (36.1)     | -0.1      | （トロットスター）       |
| 0000.10.01 | 東京   | スプリンターズS | GI   | 16   | 7    | 13   | 24.8            | （7人）         | 14着 | 岡部幸雄   | 57          | 芝1200m（稍） | 1.10.0 (36.6)     | -1.4      | ダイタクヤマト           |
| 0000.10.28 | 京都   | スワンS         | GII  | 17   | 1    | 2    | 14.7            | （6人）         | 02着 | M.ロバーツ | 59          | 芝1400m（良） | 1.20.5 (35.0)     | -0.1      | ダイタクヤマト           |
| 0000.11.19 | 京都   | マイルCS        | GI   | 18   | 7    | 15   | 05.4            | （3人）         | 11着 | O.ペリエ   | 57          | 芝1600m（良） | 1.34.1 (36.2)     | 1.5       | アグネスデジタル         |
| 2001.04.01 | 中山   | ダービー卿CT    | GIII | 14   | 6    | 11   |                 |                 |      | 岡部幸雄   | 57          | 芝1600m（稍） | 競走除外          |           | チェックメイト           |

## 血統表
| シンボリインディ (Symboli Indy)の血統        | シンボリインディ (Symboli Indy)の血統  | シンボリインディ (Symboli Indy)の血統  | （血統表の出典）                       | （血統表の出典） |
| 父系                                         | シアトルスルー系（ボールドルーラー系） | シアトルスルー系（ボールドルーラー系） | シアトルスルー系（ボールドルーラー系） | [ § 2 ]          |
| 父 A.P.Indy 1989 黒鹿毛                      | 父の父Seattle Slew 1974 黒鹿毛         | Bold Reasoning                         | Boldnesian                             | Boldnesian       |
| 父 A.P.Indy 1989 黒鹿毛                      | 父の父Seattle Slew 1974 黒鹿毛         | Bold Reasoning                         | Reason to Earn                         |                  |
| 父 A.P.Indy 1989 黒鹿毛                      | 父の父Seattle Slew 1974 黒鹿毛         | My Charmer                             | Poker                                  | Poker            |
| 父 A.P.Indy 1989 黒鹿毛                      | 父の父Seattle Slew 1974 黒鹿毛         | My Charmer                             | Fair Charmer                           |                  |
| 父 A.P.Indy 1989 黒鹿毛                      | 父の母Weekend Surprise 1980 鹿毛       | Secretariat                            | Bold Ruler                             | Bold Ruler       |
| 父 A.P.Indy 1989 黒鹿毛                      | 父の母Weekend Surprise 1980 鹿毛       | Secretariat                            | Somethingroyal                         |                  |
| 父 A.P.Indy 1989 黒鹿毛                      | 父の母Weekend Surprise 1980 鹿毛       | Lassie Dear                            | Buckpasser                             | Buckpasser       |
| 父 A.P.Indy 1989 黒鹿毛                      | 父の母Weekend Surprise 1980 鹿毛       | Lassie Dear                            | Gay Missile                            |                  |
| 母 *ゲーリックチューン Gaelic Tune 1991 鹿毛 | 母の父Danzig 1977 鹿毛                 | Northern Dancer                        | Nearctic                               | Nearctic         |
| 母 *ゲーリックチューン Gaelic Tune 1991 鹿毛 | 母の父Danzig 1977 鹿毛                 | Northern Dancer                        | Natalma                                |                  |
| 母 *ゲーリックチューン Gaelic Tune 1991 鹿毛 | 母の父Danzig 1977 鹿毛                 | Pas de Nom                             | Admiral's Voyage                       | Admiral's Voyage |
| 母 *ゲーリックチューン Gaelic Tune 1991 鹿毛 | 母の父Danzig 1977 鹿毛                 | Pas de Nom                             | Petitioner                             |                  |
| 母 *ゲーリックチューン Gaelic Tune 1991 鹿毛 | 母の母Squan Song 1981 黒鹿毛           | Exceller                               | Vaguely Noble                          | Vaguely Noble    |
| 母 *ゲーリックチューン Gaelic Tune 1991 鹿毛 | 母の母Squan Song 1981 黒鹿毛           | Exceller                               | Too Bald                               |                  |
| 母 *ゲーリックチューン Gaelic Tune 1991 鹿毛 | 母の母Squan Song 1981 黒鹿毛           | Foreign Missile                        | Damascus                               | Damascus         |
| 母 *ゲーリックチューン Gaelic Tune 1991 鹿毛 | 母の母Squan Song 1981 黒鹿毛           | Foreign Missile                        | Queen of the Sky                       |                  |
| 母系(F-No.)                                  | 5号族(FN:5-f)                          | 5号族(FN:5-f)                          | 5号族(FN:5-f)                          | [ § 3 ]          |
| 5代内の近親交配                              | Bold Ruler 5×4×5 = 12.50%              | Bold Ruler 5×4×5 = 12.50%              | Bold Ruler 5×4×5 = 12.50%              | [ § 4 ]          |
| 出典                                         | 1. 2. 3. 4.                            | 1. 2. 3. 4.                            | 1. 2. 3. 4.                            | 1. 2. 3. 4.      |

- 近親についてはグレイフライト#牝系図を参照。